# Романов, Анатолий Павлович
Романов Анатолий Павлович (род. 20 июля 1956 года, с. Беклемишево, Читинский район, Читинская обл., СССР) — советский и российский политический деятель. Председатель Читинской областной думы четвертого созыва (с 2004 по 2008 год). Председатель Законодательного собрания Забайкальского края первого созыва (с октября 2008 года по май 2010 года).

## Биография
Родился и окончил школу в селе Беклемишево. В Читинском политехническом институте получил специальность инженер-механик. По окончании вуза в 1979 году переехал в г. Краснокаменск, где начал работать мастером на местном ремонтно-механическом заводе. 
В 1982 году получил должность инструктора, а в 1984 году — первого секретаря Краснокаменского горкома ВЛКСМ. В 1985 году стал секретарем, позже — первым секретарем Читинского обкома ВЛКСМ.
С 1991 года — частный предприниматель. 
В 2000 году победил на выборах депутатов Читинской областной думы. С января 2001 — зампредседателя комитета экономической политики облдумы.
В 2004 году вновь избирается депутатом Читинской облдумы. 11 ноября 2004 года на первом заседании регионального парламента в результате тайного голосования побеждает на выборах председателя Читинской областной думы четвертого созыва. Свои голоса за него отдали 26 депутатов из 39.
28 октября 2008 года его кандидатуру, выдвинутую «Единой Россией» на пост председателя Законодательного собрания Забайкальского края первого созыва, поддержали 42 депутата, шестеро проголосовали против.